# Isosaari (ö i Finland, Kymmenedalen, Kouvola, lat 60,83, long 26,24)
Isosaari är en ö i Finland. Den ligger i sjön Sääskjärvi och i kommunen Itis i den ekonomiska regionen  Kouvola ekonomiska region  och landskapet Kymmenedalen, i den södra delen av landet, 100 km nordost om huvudstaden Helsingfors. Öns area är 0,6 hektar och dess största längd är 110 meter i sydväst-nordöstlig riktning.